# Adrama flavimana
Adrama flavimana är en tvåvingeart som beskrevs av Malloch 1939. Adrama flavimana ingår i släktet Adrama och familjen borrflugor. Inga underarter finns listade i Catalogue of Life.